# Luopterus
Luopterus („křídlo (paleontologa) Lü Ťin-čchanga“) byl rod malého pterosaura z čeledi Anurognathidae, žijícího zhruba před 160 miliony let (svrchní jura) na území severovýchodní Číny (provincie Che-pej, geologické souvrství Tchiao-ťi-šan). Mezi jeho příbuzné patřily například známější rody Dendrorhynchoides, Batrachognathus a Anurognathus.

## Popis
Původně byl tento malý ptakoještěr popsán jako zástupce rodu Dendrorhynchoides. Stejně jako ostatní zástupci čeledi Anurognathidae byl malým obyvatelem lesnatých prostředí, živící se nejspíš převážně hmyzem. Jeho lebka byla pravděpodobně krátká a široká. Rozpětí křídel činilo pouhých 40 cm, Luopterus tedy představoval jednoho z nejmenších známých ptakoještěrů vůbec.
Podle nových výzkumů byli tito specializovaní pterosauři patrně vývojem přizpůsobení k lovu hmyzu a jiných bezobratlých živočich, a to za horších světelných podmínek (při soumraku a v noci). Anurognatidi tedy mohli být přednostně krepuskulárními (soumračnými) nebo nokturnálními (nočními) živočichy.

## Systematika
Podle provedené fylogenetické analýzy byl Luopterus zástupcem podčeledi Anurognathinae a jeho nejbližšími vývojovými příbuznými tak byly druhy Dendrorhynchoides curvidentatus, Jeholopterus ningchengensis, Anurognathus ammoni a Vesperopterylus lamadongensis.